# 미국 남장로교회
남장로교(南長老敎) 또는 합중국 장로교회(Presbyterian Church in the United States; 약칭 PCUS)는 미국 남부와 접경 주에 존재했던 개신교 교단이었다. 이 교단은 1861년부터 1983년까지 존속했으며, 그해 미국 연합장로교회(UPCUSA)와 통합하여 미국장로교가 되었다. 초기 명칭은 미국 연합 주 장로교회(Presbyterian Church in the Confederate States of America)였다.

## 역사

### 조직 (1861년)
미국 남장로교회는 1789년에 설립된 미국 최초의 전국적인 장로교단인 미국 북장로교회 (PCUSA) 내의 지역적, 신학적 분열로 인해 생겨났다. 1838년, PCUSA는 구학파 신학파 논쟁으로 인해 신학적 노선에 따라 분열되었다. 신학파는 기독교 부흥운동과 전통적인 칼뱅주의의 완화를 주장한 반면, 구학파는 부흥주의의 극단에 반대하고 장로교회의 교리적 표준인 웨스트민스터 신앙고백에 엄격히 따르기를 원했다. 많은 신학파 장로교인들은 미국의 노예제 폐지운동과 같은 도덕 개혁 운동을 지지하기도 했다.
그 결과, 1838년 이후 대부분의 남부 장로교인들은 구학파 장로교회에 합류했다. 구학파 총회가 성경에 명시적으로 다루지 않은 도덕적, 정치적 문제에 대해 판결을 내리는 것을 꺼린 탓에 구학파 장로교회의 북부와 남부 지역은 신학파보다 더 오래 통합을 유지했다. 신학파는 1858년에 노예제 문제로 분열되었다. 남부의 신학파 시노드와 노회는 노예제 찬성 성향의 남부 연합 시노드를 설립했다.
구학파 장로교인들은 남북 전쟁이 시작된 이후까지 통합을 유지했다. 1861년 5월, 구학파 총회는 장로교인들에게 종교적 의무로서 미국 연방 정부를 지지할 것을 요구하는 논쟁적인 가디너 스프링 결의안을 통과시켰다. 남부인들은 소수의 북부인들의 지지를 받아 이 조치가 교회의 영성을 침해하며 남부인들이 교회의 구성원으로 남기 위해 본국 주에 대한 반역을 저지를 것을 요구한다고 항의했다.
총회의 5월 회의 이후, 남부의 일부 노회는 즉시 총회의 관할권을 포기했다. 8월 15일, 17개 노회를 대표하는 조지아주 애틀랜타 회의에서는 아직 그렇게 하지 않은 모든 노회에 총회 관할권을 포기할 것을 권고했다. 또한 교회 헌법을 "미국 장로교회"라는 문구를 "미국 연합 주 장로교회"로 대체하는 것을 제외하고는 변경하지 않을 것을 권고했다. 12월 4일에 조지아주 오거스타에서 총회가 개최될 예정이었고, 그 무렵 47개 노회와 10개 시노드가 PCUSA와의 관계를 단절했다. 남부 장로교회의 첫 번째 총회는 회의의 권고를 수락하고 벤자민 M. 팔머를 첫 번째 의장으로 선출했다.

### 전후 시기 (1865년~1900년)
남부 연합이 패배한 후, 교회는 이름을 "미국 장로교회"로 변경했다. 이 교단은 초기 몇 년 동안 여러 작은 장로교 단체들을 흡수하면서 성장했다. 1864년, 교회는 남부 연합 시노드와 합병하면서 남부 신학파 장로교인들과 재통합했다. 1867년에서 1874년 사이에 이 교회는 메릴랜드의 패터프스코 노회, 켄터키 시노드, 미주리 시노드가 해당 교단의 정치적 조치에 항의하여 구학파 PCUSA에서 탈퇴한 후 이들을 환영했다. 1867년에서 1870년 사이에 이 교회는 스코틀랜드 장로교의 코버넌터 및 분리파 전통에 뿌리를 둔 교단인 연합 개혁교회의 앨라배마 및 켄터키 노회를 흡수했다. 이러한 합병 및 기타 합병으로 35,000명 이상의 회원과 490개의 지역 교회가 추가되었다.
1880년대에 PCUS는 다윈 진화론을 둘러싼 오랜 논쟁을 겪었다. 제임스 우드로 (교수)(컬럼비아 신학대학원 교수)는 진화론이 천지창조에 대한 성경적 가르침과 모순되지 않는다고 제안하여 논란을 일으켰다. 이에 따라 신학원이 위치한 사우스캐롤라이나 시노드는 1884년에 진화론 교육을 금지했다. 조지아, 사우스 조지아, 앨라배마, 플로리다 시노드에서도 유사한 조치가 취해졌다. 컬럼비아 이사회는 재편성되었고, 우드로를 해고하기로 결정했다. 그는 자신의 직위를 포기하기를 거부하고 오거스타 노회에 항소했고, 오거스타 노회는 1886년 8월에 그에게 어떠한 이단 혐의도 없음을 인정했다. 이 결정은 총회에 항소되었고, 총회는 닷새간의 논쟁 끝에 우드로를 교수직에서 해임할 것을 명령했다. 해임되었음에도 불구하고 우드로는 PCUS의 정회원으로 계속 간주되었고, 1901년 사우스캐롤라이나 시노드 의장으로 선출되었다. 그럼에도 불구하고 PCUS의 압도적인 정서는 진화론이 기독교 정통에 대한 위협이라는 것이었다. 그 결과 남부 장로교인들은 한 세대 이상 과학 발전에서 멀어지게 되었다.

### 후기 역사
전쟁 후, PCUS는 20세기까지 "구학파" 장로교의 강점을 유지했다. PCUS 지도자들은 도시화와 산업화를 겪고 있는 변화하는 남부에 맞춰 변화해야 한다고 강조하기 시작했다.
미국 장로교회 여성 보조회(Woman's Auxiliary of the Presbyterian Church, U.S.)는 1912년에 설립되어 다양한 PCUS 여성 단체들을 하나의 조직으로 통합했다.
주요 쟁점 중 하나는 주류 "북부 장로교회"인 미국 장로교회와 그 후속 교단인 미국 연합장로교회 간의 합병 논의였다. 1954년에 합병 투표가 있었고, 많은 이들의 대중적 지지에도 불구하고 합병 투표는 부결되었다. 두 교단은 공동 찬송가 발행에 협력했다. PCUS는 또한 1962년에 미국 성공회, 연합 감리 교회, 미국 연합 그리스도의 교회 그리고 UPCUSA와 함께 교회 연합 협의회에 참여했는데, 이 단체는 UPCUSA 서기 유진 카슨 블레이크가 시작한 그룹이었다. 결국 1968년에는 연합 교회와 노회가 형성되었고(즉, UPCUSA와 PCUS 회원 모두), 1970년에는 "연합 계획"이 수립되었다. 연합은 13년이 더 지나서야 이루어졌다.
또 다른 중요한 사건은 1965년에 레이첼 헨더라이트가 미국 장로교회에서 최초로 목사 안수를 받은 것으로, 그녀는 버지니아의 하노버 노회에서 안수받았다.
미국의 흑인 민권 운동에 대한 대응은 사실상 PCUS를 세 개의 파벌로 나누었다. 자유주의 그룹은 운동의 강령을 전적으로 지지하기를 원했고, 온건파는 긍정적인 조치를 취하기 전에 교회 전체의 합의를 원했으며, 보수/전통주의 그룹은 교회가 본 지역의 시민 및 문화적 전통에 간섭하는 것이라고 믿는 것을 강력히 반대했다. 보수주의자들은 인종 분리 철폐와 투표권에 대한 교회의 활동이 "교회의 영성" 교리를 위반하는 것이라고 주장했다. 이는 19세기 장로교 신학자 제임스 헨리 돈웰이 발전시킨 원칙이다. 그는 사회 개혁과 정치 참여는 교회가 아닌 개인이 수행해야 할 의무 또는 추구해야 할 것이라고 선언했다. 보수 그룹은 이 가르침을 강력히 옹호했지만, 자유주의 비평가들은 이 교리가 인종 분리 정책을 유지하고 남부 사회 내에서 역사적인 상류층 백인 엘리트들(이들 중 상당수가 PCUS 회원이었다)의 사회적 지위를 보존하기 위한 정당화라고 믿었다.
1960년대 이후 자유주의자와 온건파 연합에 의해 총회에서 여러 차례 패배하자, 주로 디프사우스의 비도시 지역 출신인 일부 PCUS 보수주의자들은 1973년 말에 오늘날의 미국 장로교회를 설립했다. 그들은 PCUS 지도부 측에서 "그리스도의 신성과 성경의 무오성과 권위를 부인하는 오랜 기간 발전해 온 신학적 자유주의"를 그들의 논거로 인용했다. 그러나 일부 복음주의자들은 자신들의 신념을 주장하기 위해 PCUS에 남았다. 이 그룹은 UPCUSA 보수주의자들과 공동의 대의를 더 기꺼이 인식하려 했다. 2000년대에 이르러 두 계통의 일부 교회들은 유사한 우려와 도덕적 분쟁, 즉 복음주의 장로교회 (미국)를 선호하며 합병 후 교단을 떠나기 시작했다.
보수적인 PCUS 회원들이 주로 PCA로, 소수는 EPC로 떠난 후, 남은 이들이 UPCUSA와의 통합을 위해 더 쉽게 작업할 수 있게 되었다. 결국 1983년, "통합 계획"이 투표에 부쳐졌고, 53개 PCUS 노회가 통합에 찬성하고 8개 노회가 반대했다. 1983년 6월 10일, 애틀랜타에서 "북부"와 "남부" 장로교인들의 재결합이 거행되었으며, 새로운 교단은 "미국장로교"라는 이름을 갖게 되었다.

## 신념과 관행

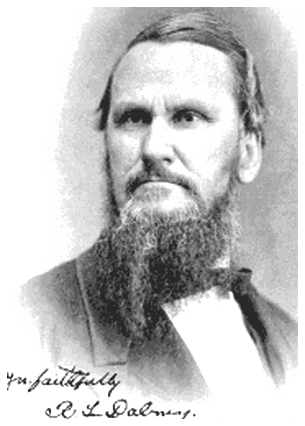
남부 연합군 참전 용사이자 영향력 있는 PCUS 신학자가 된 R.L. 대브니 (1820-1898)

PCUS는 역사 대부분 동안 가장 보수적인 장로교단 중 하나였으며, 웨스트민스터 신앙고백에 대한 엄격한 준수와 칼뱅주의 스콜라주의, 특히 상식적 실재론과 이후 프린스턴 신학에서 표현된 것에 대한 강한 강조를 특징으로 했다. 실제로, 19세기 후반부터 20세기 초반에 걸쳐 북부의 대응 교단인 미국 장로교회가 칼뱅주의를 수정하고 신앙고백 개정을 시도하기 시작했을 때, PCUS는 자신들이 "구학파" 장로교의 보루임을 자랑하며, 자유주의적 감성에 맞추려는 변화 요구에 굳건히 저항했다. 그러나 제2차 세계 대전 직후 몇 년 동안, 특히 대도시의 많은 목회자와 교회는 근대주의 및 신정통주의적 교리와 교회 생활 이해를 받아들이거나 적어도 용인하기 시작했다.
이러한 자유화의 중요한 결과 중 하나는 교회 일치 운동이었는데, 이는 1958년 이후 미국 연합장로교회로 알려진 "북부" 장로교회와의 통합 논의에서 나타났다 (일반적으로 "북부"로 불렸음에도 불구하고, UPCUSA는 20세기에 들어 50개 주 전체에 교회를 가지고 있었으며, 남부 교회 대부분은 1906년 컴벌랜드 장로교회 대부분과의 통합 또는 남북 전쟁 이후 남부 대서양 주의 아프리카계 미국인 교회들의 소속 결과였다). 1946년, 다른 세 교단의 협력으로 에콰도르에 선교사를 파견하는 기관인 연합 안데스 인디언 선교회를 설립했다. 다른 자유화 경향으로는 1964년 여성 안수, 총회에 의한 낙태 찬성 입장 비준, 그리고 보수주의자들에 의해 핵심 교리로 여겨졌던 성경의 완전 축자 영감 거부 등이 있었다.
1942년부터, PCUS의 자유주의적 경향에 대한 대응으로, 중국 선교사이자 복음주의자 빌리 그레이엄의 장인이었던 넬슨 벨과 같은 보수적인 교인들은 보수적인 성직자와 평신도들을 위한 다양한 정기 간행물과 갱신 초교파 단체들을 설립하기 시작했다. 1966년, 보수주의자들은 미시시피주 잭슨에 리폼드 신학교를 설립했다. 결국 1973년 12월, 자유주의와 더불어 UPCUSA와 PCUS 간의 제안된 "통합 계획"이 교회들이 계획된 교단에 속하기를 원치 않을 경우의 탈퇴 조항을 포함하지 않았다고 보도되면서, 260개 교회의 대표자들이 버밍햄에 모여 전국 장로교회를 결성했으며, 이 교회는 1974년에 미국 장로교회로 개명되었다.
더 보수적인 PCUS 회원들이 PCA로 떠난 후, PCUS는 UPCUSA의 1967년 신앙고백에서 표현된 사회적 관심사와 유사한 "신앙 선언"을 작성했다. 이는 1976년 총회에서 승인되었지만, 필요한 재적 과반수(주로 충성심을 가진 보수주의자들이 남아있는 주들의 반대 때문)를 얻지 못했고, 1977년 총회에서는 구속력 없는 연구 목적으로 승인되었다. 이 문제는 1983년 통합 시점에 무효화되었는데, 1967년 신앙고백이 새로운 교단의 신앙고백서에 유지되었기 때문이다.

## 주요 인물
- 넬슨 벨 (빌리 그레이엄의 장인)
- 로버트 챌드리스 목사, 애팔래치아 목사
- 로버트 루이스 대브니
- 새뮤얼 T. 프랜시스, 미국 칼럼니스트
- 존 L. 지라르도
- 토머스 버너 무어
- J. 로드먼 윌리엄스
- 조셉 R. 윌슨 (우드로 윌슨의 아버지) - PCUS의 설립자이자 초대 상임 서기
- 벤자민 모건 팔머
- 제임스 헨리 돈웰
- 존 버넌 매기
- D. 제임스 케네디
- 핼리 팩슨 윈스보로

## 같이 보기
- 미국 북장로교회
- 미국 남장로교회 해외선교부
- 미국 남장로교회 총회 의장 목록

### 내용주
1. ↑  Presbyterian Church in the United States Denominational Profile. The Association of Religion Data Archives (ARDA). Retrieved May 26, 2014.
2. ↑  Longfield 2013, 68–69쪽.
3. ↑  Longfield 2013, 94쪽.
4. ↑  Hall 1982, 111쪽.
5. ↑  Longfield 2013, 107쪽.
6. ↑  Johnson 1894, 324–336쪽.
7. ↑  Johnson 1894, 331쪽.
8. ↑  Johnson 1894, 336쪽.
9. 1 2  Johnson 1894, 359쪽.
10. ↑  Johnson 1894, 358쪽.
11. ↑  Hall 1982, 102쪽.
12. ↑  Longfield 2013, 121–123쪽.
13. ↑  Hart & Meuther, pgs. 229 & 230
14. ↑  Irvine, Mary D.; Eastwood, Alice L. (1923). 《Pioneer Women of the Presbyterian Church, United States》 (영어). Presbyterian Committee of Publication. 43–63쪽. 2024년 12월 1일에 확인함.  본 문서에는 현재 퍼블릭 도메인에 속한 다음 저작물을 기초로 작성된 내용이 포함되어 있습니다: {{{1}}}
15. ↑  Hart & Meuther, pg. 232
16. ↑  Hart & Meuther, pg. 233
17. ↑  Hart & Meuther, pg. 242
18. ↑  “NAPC - National Association of Presbyterian Clergywomen”. Napconline.org. 2013년 9월 28일에 원본 문서에서 보존된 문서. 2013년 11월 8일에 확인함.
19. ↑  “Women Ministers (1955-1966) and Margaret Towner”. Pres-outlook.net. 2013년 10월 15일에 원본 문서에서 보존된 문서. 2013년 11월 8일에 확인함.
20. ↑  Hart & Meuther, pgs. 234 & 235
21. ↑  Hart & Meuther, pg. 235
22. ↑  Hart & Meuther, pg. 236
23. 1 2  Hart & Meuther, pg. 237

### 참고 문헌
- Hall, Russell E. (Summer 1982), “American Presbyterian Churches—A Genealogy, 1706–1982”, 《Journal of Presbyterian History》 60: 95–128
- Hart, D.G.; Meuther, John (2007), 《Seeking a Better Country: 300 Years of American Presbyterianism》, Phillipsburg, New Jersey: P&R Publishing
- Johnson, Thomas Cary (1894). 《A History of the Southern Presbyterian Church》. New York: The Christian Literature Company.
- Longfield, Bradley J. (2013), 《Presbyterians and American Culture: A History》, Louisville, Kentucky: Westminster Johh Knox Press, ISBN 9780664231569

틀:Presbyterian Church in the United States of America
기울인 글씨